# 왕싱핑
왕싱핑(영어: Linda Wong, 王馨平, 왕형평, 본명: 왕촨인(王傳音, 왕전음), 아명(兒名)은 왕푸인(王傅音, 왕부음), 1968년 9월 15일 ~ )은 미국 시민권자 신분의 중화인민공화국 홍콩 특별행정구 여성 가수, 영화배우, 텔레비전 연기자, 광고 모델이다.

## 생애
홍콩에서 출생하였으며 지난날 한때 중화인민공화국 장쑤성 쑤저우를 거쳐 중화인민공화국 장쑤성 우시에서 잠시 유아기를 보낸 적이 있고 중화인민공화국 상하이를 거쳐 중화인민공화국 광둥성 중산에서 잠시 유년기를 보낸 적이 있는 그녀는 5세 시절 일가족과 함께 홍콩으로 귀향 후 1년이 지난 6세 시절에 일가족과 함께 중화민국 타이베이로 건너간 그녀는 1991년 중화민국 타이완에서 광고 모델 첫 데뷔하였고 1993년 중화인민공화국 홍콩 특별행정구에서 가수로 전격 데뷔하였으며 같은 해 홍콩 영화 《광동오호지철권무적손중산(廣東五虎之鐵拳無敵孫中山)》에 카메오 단역으로 영화배우 데뷔하였으며 1996년부터 텔레비전 드라마에도 출연하기 시작하였다.
2001년 중국계 미국인 남성 파이낸셜 펀드 매니저 스티븐 리(Stephen Lee, 중국명: 리자후이(李家輝, 이가휘))와 결혼하였다.